# Alap-Alap Formation
Die Alap-Alap Formation (Kestrel Formation) ist das offizielle Kunstflugteam der Royal Brunei Air Force (RBAirF / TUDB), das am 7. Februar 2011 gegründet wurde.
Die Alap-Alap Formation verwendet Pilatus-PC-7 Mk.II-Turboprop-Flugzeuge, die 1997 in der Schweiz gekauft wurden. 
Derzeit hat die Royal Brunei Air Force insgesamt vier PC-7 Mk.II Flugzeuge. Die Flugzeuge stehen unter der Leitung der No 63 Squadron TUDB, dem Ausbildungsgeschwader auf der Royal Brunei Air Force Base, Rimba.
Die Formation zeigte während der 50-Jahr-Feier der Royal Brunei Air Force ihre Show und führt häufige Trainings durch. Sie sind das erste Team in Brunei, das Kunstflugformationsflug auf niedrigem Niveau einer Höhe von 500 Fuß durchführt.

## Piloten
Das Team besteht aus drei Piloten: einem Piloten der Royal Brunei Air Force und zwei ehemaligen Royal-Air-Force-Piloten. Alle sind qualifizierte Fluglehrer.
- Eagle One: Capt (LS) Richard Frick (TUDB / RAF)
- Eagle Two: Capt (U) Pg Md Zulhusmi Bin Pg Md Roslan (TUDB)
- Eagle Three: Richard Homer (RAF)